# Эльбрус-12С
Эльбрус-12СА и Эльбрус-12СВ — 12-ядерный процессоры с архитектурой «Эльбрус» для персональных компьютеров и серверов компании МЦСТ. Запуск в производство планировался в 2023 году.